# Ponikve repülőtér
A Ponikve repülőtér (IATA: UZC, ICAO: LYUZ) Szerbia egyik katonai repülőtér, melyet szeretnének továbbfejleszteni, hogy Nemzetközi repülőtérré válhasson. Užice közelében található.
A NATO 1999-es bombázása során a repülőtér súlyos károkat szenvedett. Jelenleg felújítják annak érdekében, hogy teljes mértékben alkalmas legyen a polgári repüléshez, különösen a turisztikai járatokhoz. Ennek oka a repülőtér nagyon kedvező földrajzi helyzete, ugyanis számos hegyi turisztikai célpont, például Tara, Zlatibor, Zlatar, valamint a Mokra Gora és a Divcibar is a közelben található.

## Futópályák
A repülőtér futópályái:
- 11L/29R
- 11R/29L